# Hemicepon muelleri
Hemicepon muelleri is een pissebed uit de familie Bopyridae. De wetenschappelijke naam van de soort is voor het eerst geldig gepubliceerd in 1980 door Lemos de Castro & Brasil-Lima.